# Cornelis van der Vegte
Cornelis van der Vegte (Amsterdam, 1 februari 1900 - Hilversum, Bussumerheide, 29 september 1941) was een Nederlands verzetsstrijder. Hij was mede-oprichter van het Comité voor Vrij Nederland.
Toen de Tweede Wereldoorlog uitbrak was Van der Vegte directeur van het advertentiebedrijf van de N.V. De Arbeiderspers in Amsterdam. Daar verzamelde hij adressen die van nut waren voor de opbouw van een illegale organisatie. Hij ging in het verzet en werd verbindingsman voor de Engelsen. Hij werd lid van het Comité voor Vrij Nederland, samen met mr. Rudolf Pieter s'Jacob. Eind december 1940 werd hij gearresteerd en op 29 september 1941 werd hij op de Bussumerheide bij Bussum gefusilleerd.
Op de plaats van zijn executie staat sinds 1978 een monumentaal houten kruis ter vervanging van het eenvoudige kruis dat er sinds 1945 stond. Hierop stonden vier namen: A.A. Bosschart, L.A.R.J. van Hamel, R.P. s'Jacob en C. v.d. Vegte. In 2007 werd daar de naam A.J.L. van Zomeren aan toegevoegd. Er vindt jaarlijks een dodenherdenking plaats op 4 mei.
Van der Vegte is begraven op de Eerebegraafplaats Bloemendaal.